# Sporting de Portugal (fútbol sala)
El Sporting Clube de Portugal tiene una sección de fútbol sala desde 1988. En su primera temporada consiguió ganar el torneo distratal de Lisboa. En la temporada 1990/91 ganó por vez primera el torneo nacional aunque aún no se jugaba con las reglas de la FIFA. No fue hasta 1993 cuando ganó su primer título oficiado por la FIFA del llamado entonces fútbol de cinco, que pasaría a conocerse como fútsal en 1997. En 2001 conquistó su primera Supertaça de Portugal y en la temporada 2005/06 su primera Taça de Portugal, el único título nacional que aún no había logrado. En 2016 se creó la Taça de Liga, proclamándose como primer campeón de la competición, honor que repetiría en la siguiente temporada.
En febrero de 2002 fue anfitrión de la ronda final de la primera Copa de la UEFA de fútbol sala, siendo eliminado en semifinales por el Playas de Castellón. Tras perder 3 finales (2010-11, 2016-17 y 2017-18), consigue derrotar en la final al club kazajo Kairat Almaty y proclamarse campeón de la máxima competición continental de clubs en la temporada 2018-19, convirtiéndose en el 2.º equipo portugués en hacerlo, tras el Benfica, club con el que mantienen una gran rivalidad deportiva, repartiéndose la gran mayoría de títulos nacionales.

## Plantilla 2018/2019
Para la temporada 2018-19, la plantilla del club es la siguiente:
|    | Nac.       | Nombre                                  | Sobrenombre       | Puesto  |
| -- | ---------- | --------------------------------------- | ----------------- | ------- |
| 1  | Portugal   | Gonçalo de Sousa Portugal               | Gonçalo Portugal  | Portero |
| 14 | Brasil     | Thiago Mendes Rocha                     | Guitta            | Portero |
| 16 | Portugal   | André Melo Bandeira Almeida Sousa       | André Sousa       | Portero |
| 22 | Portugal   | Bernardo Dinis Carriço Paçó             | Bernardo Paçó     | Portero |
| 2  | Kazajistán | Leonardo Mendonça da Rosa               | Léo Jaraguá       | Cierre  |
| 4  | Portugal   | Célio Alexandre Veiga Coque             | Célio Coque       | Cierre  |
| 8  | Portugal   | Erick Olim Mendonça                     | Erick Mendonça    | Cierre  |
| 9  | Portugal   | João Nuno Alves Matos                   | João Matos        | Cierre  |
| 3  | Portugal   | Edgar Ramos Mendes Varela               | Edgar Varela      | Ala     |
| 6  | Portugal   | Pedro Miguel Fangueiro de São Payo Cary | Pedro Cary        | Ala     |
| 17 | Italia     | Diego Simoni Cavinato                   | Diego Cavinato    | Ala     |
| 19 | Portugal   | José Daniel Neves Machado               | Daniel Machado    | Ala     |
| 20 | Brasil     | Alex Aparecido Felipe Santos            | Alex              | Ala     |
| 29 | Italia     | Alex Rodrigo da Silva Merlim            | Alex Merlim       | Ala     |
| -  | Portugal   | Tomás Eduardo Carriço Paçó              | Tomás Paçó        | Ala     |
| 4  | Portugal   | Sévio Cadete Marcelo                    | Sévio Marcelo     | Ala     |
| 10 | Brasil     | André Henrique Justino                  | Deo               | Ala     |
| 13 | Portugal   | Gustavo Silva Rodrigues                 | Gustavo Rodrigues | Ala     |
| 18 | Portugal   | Anilton César Varela Silva              | Pany Varela       | Ala     |
| 11 | Brasil     | Vinícius Nunes Rocha                    | Rocha             | Pivot   |
| 4  | Portugal   | Izaquiel Gomes Té                       | Zicky             | Pivot   |
| 7  | Portugal   | Fernando Alberto Santos Cardinal        | Cardinal          | Pivot   |
| 89 | Brasil     | Diego Henrique de Abreu Assis           | Dieguinho         | Pivot   |

Entrenador:  Nuno Dias

## Trayectoria
| 2019-20                                               | 1.ªD                              |            |               |               | 1º        |               |                |
| 2018-19                                               | 1.ªD                              | 2.º        | 2º            | 1º            | 1º        | Cuartos final | 1º             |
| 2017-18                                               | 1.ªD                              | 1.º        | 1º            | 1º            | 1º        | 2º            | 2º             |
| 2016-17                                               | 1.ªD                              | 1.º        | 1º            | Semifinales   | 2º        | 1º            | 2º             |
| 2015-16                                               | 1.ªD                              | 1.º        | 1º            | 1º            | -         | 1º            | -              |
| 2014-15                                               | 1.ªD                              | 3.º        | 2º            | Semifinales   | 1º        | No existe     | 3º             |
| 2013-14                                               | 1.ªD                              | 2.º        | 1º            | 4ª ronda      | 1º        | No existe     | Ronda Élite    |
| 2012-13                                               | 1.ªD                              | 1.º        | 1º            | 1º            | -         | No existe     | -              |
| 2011-12                                               | 1.ªD                              | 2.º        | 2º            | Cuartos final | 2º        | No existe     | 4º             |
| 2010-11                                               | 1.ªD                              | 2.º        | 1º            | 1º            | 1º        | No existe     | 2º             |
| 2009-10                                               | 1.ªD                              | 1.º        | 1º            | Cuartos final | -         | No existe     | -              |
| 2008-09                                               | 1.ªD                              | 5º         | Cuartos final | 2ª ronda      | 1º        | No existe     | -              |
| 2007-08                                               | 1.ªD                              | 5º         | Semifinales   | 1º            | -         | No existe     | -              |
| 2006-07                                               | 1.ªD                              | 3.º        | 2º            | Semifinales   | 2º        | No existe     | 2ª Fase Grupos |
| 2005-06                                               | 1.ªD                              | 1.º        | 1º            | 1º            | -         | No existe     | -              |
| 2004-05                                               | 1.ªD                              | 2.º        | 2º            | Octavos final | 1º        | No existe     | 2ª Fase Grupos |
| 2003-04                                               | 1.ªD                              | Campeón    | No existe     | Cuartos final | -         | No existe     | -              |
| 2002-03                                               | 1.ªD                              | Subcampeón | No existe     | 3ª ronda      | -         | No existe     | -              |
| 2001-02                                               | 1.ªD                              | 4º         | No existe     | 2º            | 1º        | No existe     | 3º/4º          |
| 2000-01                                               | 1.ªD                              | Campeón    | No existe     | 4ª ronda      | -         | No existe     | No existe      |
| 1999-00                                               | 1ªD                               | Subcampeón | No existe     | Semifinales   | 2º        | No existe     | No existe      |
| 1998-99                                               | 1.ª Fase Serie Sur                | 1.º        | 1º            | 2ª ronda      | -         | No existe     | No existe      |
| 1997-98                                               | 1.ª Fase Serie Sur                | 1.º        | 2º            | 2º            | -         | No existe     | No existe      |
| 1996-97                                               | 1.ª Fase Serie Sur                | 4º         | -             | No existe     | No existe | No existe     | No existe      |
| 1995-96                                               | 1.ª Fase Serie Sur                | 3.º        | 2º            | No existe     | No existe | No existe     | No existe      |
| 1994-95                                               | 1.ª Fase Serie Sur                | 1.º        | 1º            | No existe     | No existe | No existe     | No existe      |
| 1993-94                                               | 1.ªD                              | Campeón    | No existe     | No existe     | No existe | No existe     | No existe      |
| 1992-93                                               | 1.ª Fase 1.ªD / 2.ª Fase Zona Sur | /          | 1º            | No existe     | No existe | No existe     | No existe      |
| 1991-92                                               | 1.ª Fase Serie C                  | 2.º        | -             | No existe     | No existe | No existe     | No existe      |
| 1990-91                                               | 1.ª Fase 1.ªD                     | 1.º        | 1º            | No existe     | No existe | No existe     | No existe      |
| Datos actualizados hasta el 23 de septiembre de 2019. |                                   |            |               |               |           |               |                |

## Palmarés

### Torneos internacionales (2)
| Competición                        | Títulos          | Subcampeonatos                               |
| ---------------------------------- | ---------------- | -------------------------------------------- |
| Liga de Campeones de la UEFA (2/5) | 2018-19, 2020-21 | 2010-11, 2016-17, 2017-18 , 2021-22, 2022-23 |

### Torneos nacionales (42)
| Competición                         | Títulos | Subcampeonatos                                                                  |
| ----------------------------------- | --- | ------------------------------------------------------------------------------- |
| Primera División de Portugal (18/9) | 1990-91, 1992-93, 1993-94, 1994-95, 1998-99, 2000-01, 2003-04, 2005-06, 2009-10, 2010-11, 2012-13, 2013-14, 2015-16, 2016-17, 2017-18, 2020-21, 2021-22, 2022-23 (Récord absoluto) | 1995-96, 1997-98, 1999-00, 2002-03, 2004-05, 2006-07, 2011-12, 2014-15, 2018-19 |
| Taça de Portugal (9/3)              | 2005-06, 2007-08, 2010-11, 2012-13, 2015-16, 2017-18, 2018-19, 2019-20, 2021-22 (Récord absoluto)                                                                                  | 1997-98, 2001-02, 2022-23                                                       |
| Taça de Liga (4/2)                  | 2016, 2017, 2021, 2022 (Récord compartido) | 2018, 2020                                                                      |
| Supertaça de Portugal (11/5)        | 2001, 2004, 2008, 2010, 2013, 2014, 2017, 2018, 2019, 2021, 2022 (Récord absoluto)                                                                                                 | 1999, 2006, 2011, 2016, 2023                                                    |